# Rhamnus lycioides
Rhamnus lycioides là một loài thực vật có hoa trong họ Táo. Loài này được L. miêu tả khoa học đầu tiên năm 1762.

## Hình ảnh

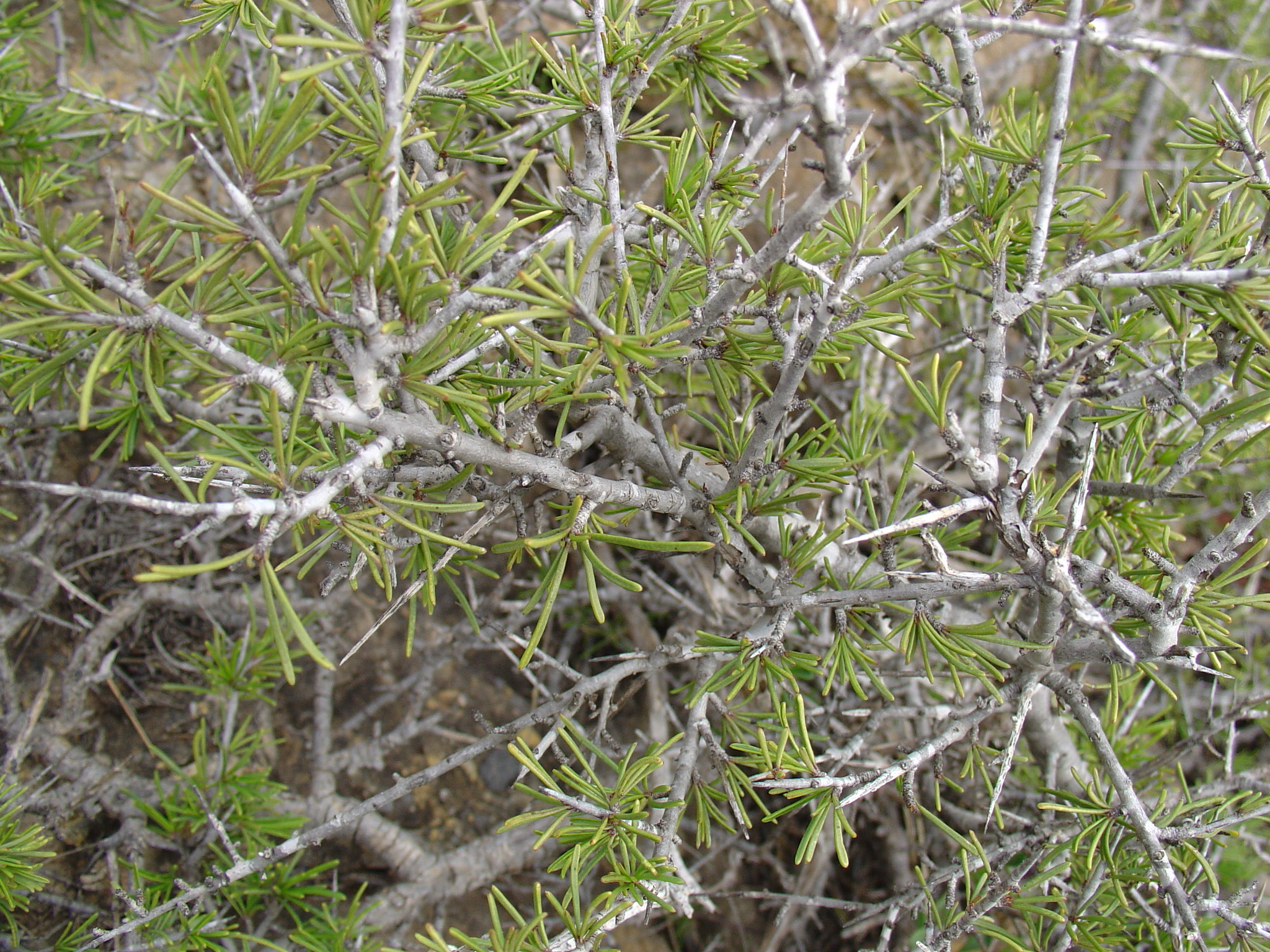
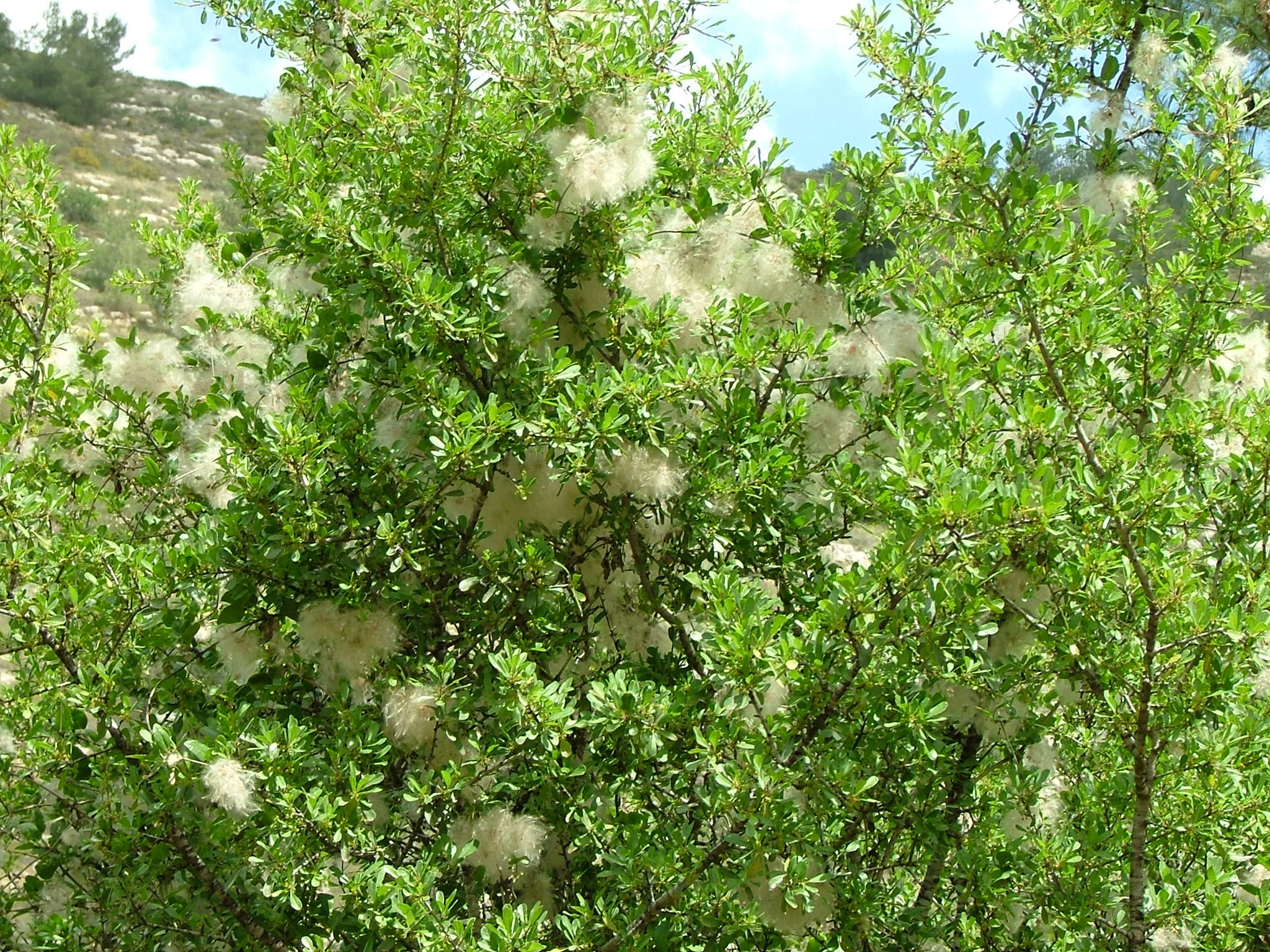
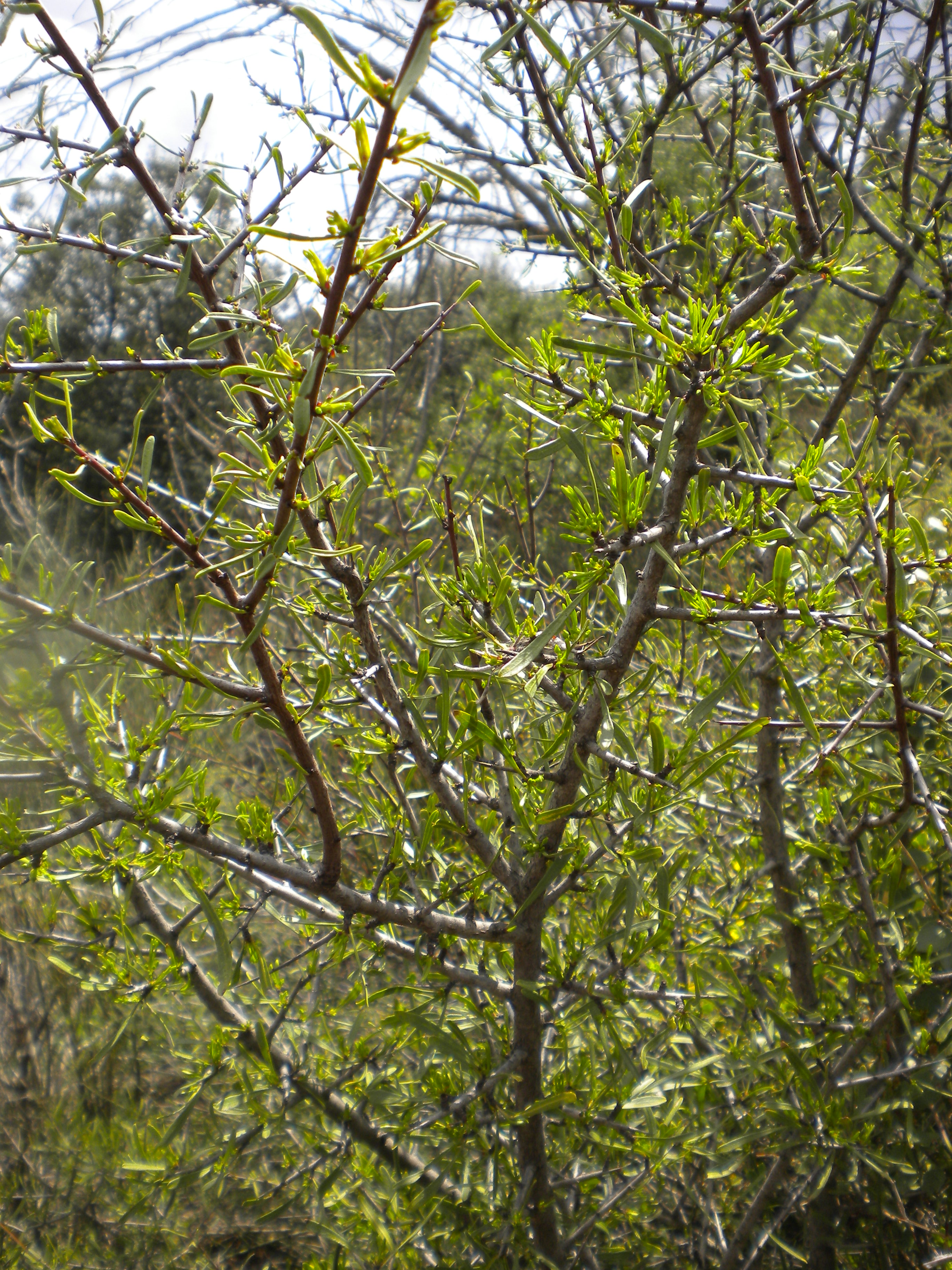
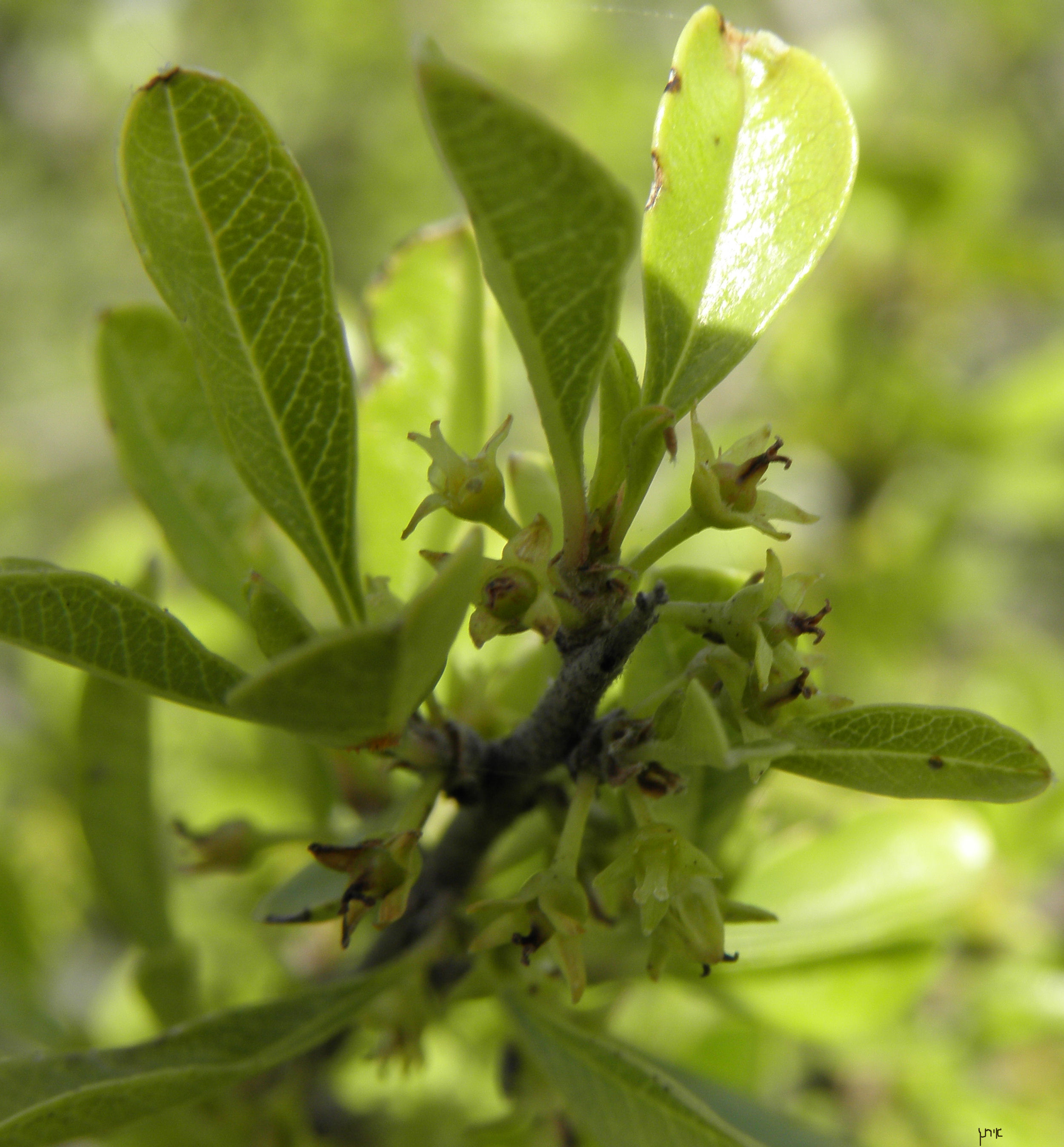